# Scorpion Island (St. Lucia)
Scorpion Island ist eine kleine Insel in der Savannes Bay 140 Meter vor der Ostküste des Inselstaates St. Lucia.

## Geographie
Die unbewohnte Insel liegt im Nordteil der Savannes Bay an der Grenze zwischen den Quartern Micoud und Vieux Fort.  Die Insel hat eine unregelmäßige Form und öffnet sich mit einer kleinen felsigen Bucht zum Meer nach Süden.
Möglicherweise gibt es in Karten gelegentlich Verwechslungen mit Dennery Island.